# Kareem Moses
Kareem Moses (Puerto España, Trinidad & Tobago, 11 de febrero de 1990) es un futbolista trinitense. Juega como defensor y su equipo es el FF Jaro de la Ykkönen.

## Trayectoria
El 31 de enero de 2019 fichó por el F. C. Edmonton.

## Selección
Ha sido internacional con la selección sub-23 de Trinidad y Tobago en seis ocasiones y con la selección de fútbol de Trinidad y Tobago en veinte ocasiones en las que ha anotado dos gol.

## Clubes
| Club                 | País              | Año       |
| -------------------- | ----------------- | --------- |
| Joe Public F. C.     | Trinidad y Tobago | 2009-2011 |
| North East Stars     | Trinidad y Tobago | 2011-2013 |
| F. C. Edmondton      | Canadá            | 2014-2015 |
| North Carolina F. C. | Estados Unidos    | 2016-2017 |
| FF Jaro              | Finlandia         | 2018      |
| F. C. Edmondton      | Canadá            | 2019-2020 |
| VPS                  | Finlandia         | 2021-2022 |
| FF Jaro              | Finlandia         | 2023-     |